# Rallye Schweden 2023
Die 70. Rallye Schweden war der 2. Lauf zur FIA-Rallye-Weltmeisterschaft 2023. Sie dauerte vom 9. bis zum 12. Februar 2023 und es wurden insgesamt 18 Wertungsprüfungen (WP) gefahren.

## Bericht
Einen spannenden Kampf um den Sieg der Rallye Schweden lieferten sich Ott Tänak und Craig Breen. Tänak, im Ford Puma Rally1 von M-Sport, sicherte sich schlussendlich den ersten Rang nur 18,7 Sekunden vor Breen, der mit einem Hyundai i20 N Rally1 des Werksteams unterwegs war. Am Freitagmorgen übernahm Tänak die Führung, am Nachmittag setzte sich Breen wieder an die Spitze nach zwei Bestzeiten in den Wertungsprüfungen fünf und sechs. Am Samstagvormittag hatte Breen zuerst einen Reifenschaden und dann Probleme mit dem Hybridantrieb. Tänak profitierte davon und übernahm wieder Platz eins in der Gesamtwertung, trotz Reifenschaden in WP 14. Wegen Teamorder von Hyundai hätte Teamkollege Thierry Neuville von Rang drei auf zwei kommen sollen. Breen verspätete sich absichtlich zum Start der letzten Wertungsprüfung und bekam 10 Sekunden Zeitstrafe. Da Neuville aber eine schlechte Powerstage fuhr und kurz auch in einen Schneewall fuhr, blieb Breen auf dem zweiten Rang. Die Teamorder wurde ausgesprochen, da Breen nicht die gesamte Weltmeisterschaft fährt und sich das Auto teilt mit Dani Sordo. Unglücklich verlief die Rallye für das Toyota Team. Auf der fünften WP überschlug sich Takamoto Katsuta, dabei wurde sein Toyota GR Yaris Rally1 an der Front und insbesondere der Kühler stark beschädigt. Teamkollege Esapekka Lappi lag zeitweise auf dem dritten Platz. In WP 13 rutschte Lappi in einen Schneewall, aus dem er sich erst nach sieben Minuten wieder befreien konnte. In der Weltmeisterschaftstabelle lag nach der Rallye Tänak mit 41 vor Rovanperä mit 38 und Neuville mit 32 Punkten vorne.

## Meldeliste
| Nr.                  | Fahrer                      | Co-Pilot                   | Auto                   |
| -------------------- | --------------------------- | -------------------------- | ---------------------- |
| WRC-Klasse (Rally1)  |                             |                            |                        |
| 4                    | Esapekka Lappi              | Janne Ferm                 | Hyundai i20 N Rally1   |
| 7                    | Pierre-Louis Loubet         | Nicolas Gilsoul            | Ford Puma Rally1       |
| 8                    | Ott Tänak                   | Martin Järveoja            | Ford Puma Rally1       |
| 11                   | Thierry Neuville            | Martijn Wydaeghe           | Hyundai i20 N Rally1   |
| 18                   | Takamoto Katsuta            | Aaron Johnston             | Toyota GR Yaris Rally1 |
| 33                   | Elfyn Evans                 | Scott Martin               | Toyota GR Yaris Rally1 |
| 37                   | Lorenzo Bertelli            | Simone Scattolin           | Toyota GR Yaris Rally1 |
| 42                   | Craig Breen                 | James Fulton               | Hyundai i20 N Rally1   |
| 69                   | Kalle Rovanperä             | Jonne Halttunen            | Toyota GR Yaris Rally1 |
| WRC2-Klasse (Rally2) |                             |                            |                        |
| 20                   | Oliver Solberg              | Elliott Edmondson          | Škoda Fabia RS Rally2  |
| 21                   | Ole Christian Veiby         | Torstein Eriksen           | Volkswagen Polo GTI R5 |
| 22                   | Emil Lindholm               | Reeta Hämäläinen           | Škoda Fabia RS Rally2  |
| 23                   | Teemu Suninen               | Mikko Markkula             | Hyundai i20 N Rally2   |
| 24                   | Jari Huttunen               | Antti Linnaketo            | Škoda Fabia R5         |
| 25                   | Georg Linnamäe              | James Morgan               | Hyundai i20 N Rally2   |
| 26                   | Egon Kaur                   | Jakko Viilo                | Škoda Fabia Rally2 evo |
| 27                   | FIA Nikolai Grjasin         | FIA Konstantin Aleksandrov | Škoda Fabia RS Rally2  |
| 28                   | Sami Pajari                 | Enni Mälkönen              | Škoda Fabia RS Rally2  |
| 29                   | Robert Virves               | Hugo Magalhães             | Ford Fiesta Rally2     |
| 30                   | Lauri Joona                 | Tuukka Shemeikka           | Škoda Fabia Rally2 evo |
| 31                   | Marco Bulacia               | Diego Vallejo              | Škoda Fabia RS Rally2  |
| 32                   | Marco Bulacia               | Axel Coronado Jiménez      | Škoda Fabia Rally2 evo |
| 34                   | Fabrizio Zaldivar           | Marcelo Der Ohannesian     | Hyundai i20 N Rally2   |
| 35                   | Rakan Al-Rashed             | Dale Moscatt               | Škoda Fabia RS Rally2  |
| 36                   | Michał Sołowow              | Maciej Baran               | Škoda Fabia RS Rally2  |
| 38                   | Mauro Miele                 | Luca Beltrame              | Škoda Fabia Rally2 evo |
| 39                   | Fabrizio Arengi Bentivoglio | Massimiliano Bosi          | Škoda Fabia Rally2 evo |
| 40                   | Daniel Alonso Villarón      | Adrián Pérez Fernández     | Citroën C3 Rally2      |
| 41                   | Jörgen Jonasson             | Nicklas Jonasson           | Škoda Fabia Rally2 evo |
| 44                   | Luciano Cobbe               | Roberto Mometti            | Škoda Fabia Rally2 evo |
| 45                   | Joakim Roman                | Ida Lidebjer-Granberg      | Škoda Fabia R5         |
| 46                   | Miguel Zaldivar Sr.         | José Luis Díaz             | Hyundai i20 N Rally2   |
| 47                   | Miguel Díaz-Aboitiz         | Rodolfo del Barrio         | Škoda Fabia Rally2 evo |
| 48                   | Alexander Villanueva        | José Murado González       | Škoda Fabia Rally2 evo |

## Klassifikationen

### WRC-Gesamtklassement
| WRC |                      |                   |                        |           |               |      |
| 1   | Ott Tänak            | Martin Järveoja   | Ford Puma Rally1       | 2:25:54.5 | 0:00.0        | 25+3 |
| 2   | Craig Breen          | James Fulton      | Hyundai i20 N Rally1   | 2:26:13.2 | 0:18.7        | 18+1 |
| 3   | Thierry Neuville     | Marijn Wydaeghe   | Hyundai i20 N Rally1   | 2:26:14.5 | 0:20.0 0:01.3 | 15   |
| 4   | Kalle Rovanperä      | Jonne Halttunen   | Toyota GR Yaris Rally1 | 2:26:19.6 | 0:25.1 0:05.1 | 12+3 |
| 5   | Elfyn Evans          | Scott Martin      | Toyota GR Yaris Rally1 | 2:27:18.5 | 1:24.0 0:58.9 | 10+4 |
| 6   | Pierre-Louis Loubert | Nicolas Gilsoul   | Ford Puma Rally1       | 2:31:53.5 | 5:59.0 4:35.0 | 8    |
| 7   | Esapekka Lappi       | Janne Ferm        | Toyota GR Yaris Rally1 | 2:33:36.9 | 7:42.4 1:43.4 | 6+5  |
| 8   | Oliver Solberg       | Elliott Edmondson | Škoda Fabia RS Rally2  | 2:33:42.6 | 7:48.1 0:05.7 | 4    |
| 9   | Ole Christian Veiby  | Torstein Eriksen  | Volkswagen Polo GTI R5 | 2:34:24.9 | 8:30.4 0:42.3 | 2    |
| 10  | Sami Pajari          | Enni Mälkönen     | Škoda Fabia RS Rally2  | 2:34:57.7 | 9:03.2 0:32.8 | 1    |

Insgesamt wurden 45 von 51 gemeldeten Fahrzeugen klassiert.

### WRC2
| Rang   | Fahrer              | Co-Pilot          | Auto                   | Klasse   | Zeit      | Rückstand Sieger Rückstand V | Punkte |
| ------ | ------------------- | ----------------- | ---------------------- | -------- | --------- | ---------------------------- | ------ |
| 1 (8)  | Oliver Solberg      | Elliott Edmondson | Škoda Fabia RS Rally2  | WRC2 RC2 | 2:33:42.6 | 0:00.0                       | 25     |
| 2 (9)  | Ole Christian Veiby | Torstein Eriksen  | Volkswagen Polo GTI R5 | WRC2 RC2 | 2:34:24.9 | 0:42.3                       | 18     |
| 3 (10) | Sami Pajari         | Enni Mälkönen     | Škoda Fabia RS Rally2  | WRC2 RC2 | 2:34:57.7 | 1:15.1 0:32.8                | 15     |

## Wertungsprüfungen
| Tag            | Start | WP                          | Name                        | Länge                       | Gewinner                                                                        | Co-Pilot                                                             | Auto                                                                                | Zeit                            | Leader          |
| -------------- | ----- | --------------------------- | --------------------------- | --------------------------- | ------------------------------------------------------------------------------- | -------------------------------------------------------------------- | ----------------------------------------------------------------------------------- | ------------------------------- | --------------- |
| 9. Feb.        | 09:01 | —                           | Håkmark (Shakedown)         | 5,45 km                     | Kalle Rovanperä                                                                 | Jonne Halttunen                                                      | Toyota GR Yaris Rally1                                                              | 02:50.9                         |                 |
| 9. Feb.        | 19:05 | WP1                         | Umeå Sprint 1               | 5,16 km                     | Kalle Rovanperä                                                                 | Jonne Halttunen                                                      | Toyota GR Yaris Rally1                                                              | 03:23.3                         | Kalle Rovanperä |
| Tag 1 10. Feb. | 08:30 | WP2                         | Brattby 1                   | 10,76 km                    | Craig Breen                                                                     | James Fulton                                                         | Hyundai i20 N Rally1                                                                | 06:24.8                         | Ott Tänak       |
| Tag 1 10. Feb. | 09:31 | WP3                         | Sarsjöliden 1               | 14,23 km                    | Kalle Rovanperä                                                                 | Jonne Halttunen                                                      | Toyota GR Yaris Rally1                                                              | 06:28.3                         | Ott Tänak       |
| Tag 1 10. Feb. | 11:03 | WP4                         | Botsmark 1                  | 25,81 km                    | Takamoto Katsuta                                                                | Aaron Johnston                                                       | Toyota GR Yaris Rally1                                                              | 12:00.0                         | Ott Tänak       |
| Tag 1 10. Feb. | 13:43 | Service Park Umeå (30 Min.) | Service Park Umeå (30 Min.) | Service Park Umeå (30 Min.) | Service Park Umeå (30 Min.)                                                     | Service Park Umeå (30 Min.)                                          | Service Park Umeå (30 Min.)                                                         | Service Park Umeå (30 Min.)     | Ott Tänak       |
| Tag 1 10. Feb. | 14:53 | WP5                         | Brattby 2                   | 10,76 km                    | Craig Breen                                                                     | James Fulton                                                         | Hyundai i20 N Rally1                                                                | 06:25.1                         | Craig Breen     |
| Tag 1 10. Feb. | 15:54 | WP6                         | Sarsjöliden 2               | 14,23 km                    | Craig Breen                                                                     | James Fulton                                                         | Hyundai i20 N Rally1                                                                | 06:35.0                         | Craig Breen     |
| Tag 1 10. Feb. | 17:26 | WP7                         | Botsmark 2                  | 25,81 km                    | Ott Tänak                                                                       | Martin Järveoja                                                      | Ford Puma Rally1                                                                    | 12:02.3                         | Craig Breen     |
| Tag 1 10. Feb. | 19:05 | WP8                         | Umeå Sprint 2               | 5,16 km                     | Kalle Rovanperä                                                                 | Jonne Halttunen                                                      | Toyota GR Yaris Rally1                                                              | 03:28.1                         | Craig Breen     |
| Tag 1 10. Feb. | 19:45 | Service Park Umeå (60 Min.) | Service Park Umeå (60 Min.) | Service Park Umeå (60 Min.) | Service Park Umeå (60 Min.)                                                     | Service Park Umeå (60 Min.)                                          | Service Park Umeå (60 Min.)                                                         | Service Park Umeå (60 Min.)     | Craig Breen     |
| Tag 2 11. Feb. | 08:05 | WP9                         | Norrby 1                    | 12,54 km                    | Thierry Neuville                                                                | Martijn Wydaeghe                                                     | Hyundai i20 N Rally1                                                                | 05:20.2                         | Craig Breen     |
| Tag 2 11. Feb. | 08:56 | WP10                        | Kamsjön 1                   | 28,25 km                    | Craig Breen                                                                     | James Fulton                                                         | Hyundai i20 N Rally1                                                                | 12:11.5                         | Craig Breen     |
| Tag 2 11. Feb. | 10:41 | WP11                        | Sävar 1                     | 17,28 km                    | Kalle Rovanperä                                                                 | Jonne Halttunen                                                      | Toyota GR Yaris Rally1                                                              | 08:07.2                         | Craig Breen     |
| Tag 2 11. Feb. | 12:35 | Service Park Umeå (30 Min.) | Service Park Umeå (30 Min.) | Service Park Umeå (30 Min.) | Service Park Umeå (30 Min.)                                                     | Service Park Umeå (30 Min.)                                          | Service Park Umeå (30 Min.)                                                         | Service Park Umeå (30 Min.)     | Craig Breen     |
| Tag 2 11. Feb. | 14:05 | WP12                        | Norrby 2                    | 12,54 km                    | Kalle Rovanperä                                                                 | Jonne Halttunen                                                      | Toyota GR Yaris Rally1                                                              | 05:23.6                         | Craig Breen     |
| Tag 2 11. Feb. | 14:56 | WP13                        | Floda 2                     | 28,25 km                    | Thierry Neuville                                                                | Martijn Wydaeghe                                                     | Hyundai i20 N Rally1                                                                | 12:10.0                         | Craig Breen     |
| Tag 2 11. Feb. | 16:41 | WP14                        | Sävar 2                     | 17,28 km                    | Thierry Neuville                                                                | Martijn Wydaeghe                                                     | Hyundai i20 N Rally1                                                                | 08:21.8                         | Ott Tänak       |
| Tag 2 11. Feb. | 18:05 | WP15                        | Umeå 1                      | 10,08 km                    | Thierry Neuville                                                                | Martijn Wydaeghe                                                     | Hyundai i20 N Rally1                                                                | 05:49.2                         | Ott Tänak       |
| Tag 2 11. Feb. | 18:52 | Service Park Umeå (60 Min.) | Service Park Umeå (60 Min.) | Service Park Umeå (60 Min.) | Service Park Umeå (60 Min.)                                                     | Service Park Umeå (60 Min.)                                          | Service Park Umeå (60 Min.)                                                         | Service Park Umeå (60 Min.)     | Ott Tänak       |
| Tag 3 12. Feb. | 07:05 | WP16                        | Västervik 1                 | 26,48 km                    | Kalle Rovanperä                                                                 | Jonne Halttunen                                                      | Toyota GR Yaris Rally1                                                              | 12:41.0                         | Ott Tänak       |
| Tag 3 12. Feb. | 08:50 | Service Park Umeå (15 Min.) | Service Park Umeå (15 Min.) | Service Park Umeå (15 Min.) | Service Park Umeå (15 Min.)                                                     | Service Park Umeå (15 Min.)                                          | Service Park Umeå (15 Min.)                                                         | Service Park Umeå (15 Min.)     | Ott Tänak       |
| Tag 3 12. Feb. | 10:05 | WP17                        | Västervik 2                 | 26,48 km                    | Thierry Neuville                                                                | Martijn Wydaeghe                                                     | Hyundai i20 N Rally1                                                                | 12:37.0                         | Ott Tänak       |
| Tag 3 12. Feb. | 12:18 | WP18                        | Umeå 2 (Powerstage)         | 10,08 km                    | 1. Esapekka Lappi 2. Elfyn Evans 3. Ott Tänak 4. Kalle Rovanperä 5. Craig Breen | Janne Ferm Scott Martin Martin Järveoja Jonne Halttunen James Fulton | Toyota GR Yaris Rally1 Ford Puma Rally1 Toyota GR Yaris Rally1 Hyundai i20 N Rally1 | 05:42.0 05:42.6 05:42.7 05:42.9 | Ott Tänak       |